# 29685 Soibamansoor
A 29685 Soibamansoor (ideiglenes jelöléssel (29685) 1998 XG53) a Naprendszer kisbolygóövében található aszteroida. A LINEAR projekt keretében fedezték fel 1998. december 14-én.